# Kazuhiko Kanayama
Kazuhiko Kanayama (金山一彦) (Okayama, Osaka, 16 de agosto de 1967), é um ator japonês.

## Filmografia

### Filmes
- Shakotan Boogie - (1987)
- Inamura Jên - Masashi (1990)
- Za Chugaku kyoshi - (1992)
- Kaettekite Kogarashi Monjiro - (1993)
- Burai Heiya - Oze (1995)
- Shin Kanashiki Hitman - (1995)
- Gokudo no onna-tachi: Kejime - (1998)
- Kanzo Sensei - Sakashita (1998)
- Neji-shiki - Kimoto (1998)
- Tengoku kara kita otoko-tachi - Keji Sugimori (2000)
- Shôjo - (2001)
- Hikari no Ame - Noboyuki Mitsuhashi (2001)
- Bastoni: The Stick Handlers - (2002)
- T.R.Y. - (2003)
- Shibuya Monogatari - (2005)
- O chi - (2005)
- Ikusa - (2005)
- Hokushin Naname ni Sasu Tokoro - (2007)
- Onsen Maruhi Daisakusen 7 - (2009)

### Televisão
- Ohima Nara Kite yo ne!
- Sekaide Ichiban Yasashii Ongaku - (Fuji TV, 1996)
- Jigoku Shoujo - (NTV, 2006, ep4,11&12)
- Tokugawa Fuunroku - Koheita Mori (TV Tokyo, 2008)
- Shichinin no Onna Bengoshi 2 - (TV Asahi, 2008, ep7)
- Call Center no Koibito - Kosuke Muramatsu (TV Asahi, 2009, ep3)

### Tokusatsu
- Kamen Rider Kiva - Mamoru Shima (TV Asahi, 2008)